# Tanypteryx pryeri
Tanypteryx pryeri – gatunek ważki z rodziny Petaluridae. Występuje w Japonii; stwierdzony na wyspach Honsiu i Kiusiu.